# Cantharellus doederleini
Cantharellus doederleini là một loài san hô trong họ Fungiidae. Loài này được Marenzeller mô tả khoa học năm 1907.